# Le Poiré-sur-Vie
Le Poiré-sur-Vie är en kommun i departementet Vendée i regionen Pays de la Loire i västra Frankrike. Kommunen ligger i kantonen Le Poiré-sur-Vie som tillhör arrondissementet La Roche-sur-Yon. År 2022 hade Le Poiré-sur-Vie 8 637 invånare.

## Befolkningsutveckling
Antalet invånare i kommunen Le Poiré-sur-Vie
| Referens: INSEE |